# خمیدگی مفاصل
خمیدگی مفاصل  یا آرتروگریپوزیس (به انگلیسی: Arthrogryposis) به اختصار AMC ، یک بیماری ارثی نادر است که نوزاد دچار کنترکچرهای متعدد مفصلی، ضعف عضلات و فیبروز است. معمولاً این بیماری هر چهار اندام را تا حدودی درگیر می‌سازد و ضعف عضلانی و محدودیت حرکتی ایجاد می‌کند. شیوع آن یک در هر سه هزار تولد زنده است.
آسان‌ترین طریقه برای تشخیص این مریضی جدا کردن و طبقه‌بندی یک مورد خاص آن به یکی از سه گروه دیل می‌باشد.
اختلالاتی که عمدتآ اندام‌ها را دچار می‌سازد.
اختلالاتی که اندام‌ها را همراه با قسمتی از بدن درگیر می‌سازد
اختلالاتی که اندام‌ها را همراه با دستگاه عصبی مرکزی درگیر می‌سازد.

## امیوپلازیا
امیو پلازیا نوع شایع‌ترین از ارتروگریپوزیس بوده کد در ایام قدیم آن را بنام امیوپلازیا کلاسیک می‌شناختند.
وقوع این مریضی یکی بر ۱۰۰۰۰ طفل نوزاد مبتلا به ارتروگریپوزیس می‌باشد.
مشخصه بارز آن تقارن سوء شکل اندام‌ها همرا با ایکانوس واروس قدم و بسط ارنج‌ها در اندام‌ها ی فوقانی، تبدیل نسج کارا به نسج فیبروتیک.
این اطفال مبتلا دارای ذکاوت نرمال می‌باشند.
این مریضی به شکل شگفت‌انگیزی با تداوی فیزیکی زودهنگام جواب گو هست. بعضی از آن‌ها تنها اندام‌های تحتانی را دچار ساخته و بسیار ندرتآ بعضی از آن‌ها تنها اندام فوقانی را دچار می‌سازد. در حقیقت بیشترین اطفال دچار به این مرض هر چهار عضو شان مصاب می‌گردد.
ارترو گریپوزیس بعیده 
نوع دیگر ارتروگریپوزیس که تنها اندام‌ها را مصاب می‌سازد ارتروگریپوزیس بعیده اول می‌باشد.
مشخصه اختلالات این مرض، قرار گرفتن پنجه‌های دست بروی یک دیگر، سوء شکل اولنر، قبض پنچه‌های دست‌ها و پاها همرا با دیگر مفاصل می‌باشد. مفاصلی چون زانو و سرین و شانه.

## سندروم چند گانه تریجیوم
این نوغ سندروم مشخصه بازی از خمیدگی مفاصل می‌باشد که اندام‌ها را با قسمتی دیگری از بدن مبتلا می‌نماید. این مرض داری انواف مختلف ارثی و و یژهگی هستند.
اطفال مبتلا به این سندروم اغلبآ در پوست گردن، زانوها و دیگر قسمت‌های بدن دارای شبکه های نسجی می‌باشند.

## عدم کارایی اندام‌ها و سیستم عصبی مرکزی
این مریضی دارای اختلال اتوزومل همرا با عقب ماندهگی رشد داخل رحیمی، میکروسفالی، ناهنجاری‌های چشم (چشم‌های کوچک) آب مروارید، گوشهای غیر طبعی، هایپوتونیا خم شدن لگن و زانوها می‌باشد.
اغلبآ بدون پاسخ گویی به تداوی هستند.

## علل
علل متعددی احتمالاً موجب این بیماری می‌شوند مانند هایپرترمی جفت، عفونت جنین، کاهش مایع آمنیوتیک، علل نورولوژیک و… این بیماری انواع متعددی دارد.

## درمان
درمان کامل این بیماری ناممکن است ولی اقداماتی مانند کاردرمانی (ارگوتراپی)، اسپیلنت سریال و جراحی وضعیت بیمار را بهتر می‌سازند.
میتوان قبل از ایجاد نطفه پیشگیری کرد
به روش تغییر سبک زندگی
و استفاده از روش های اسلامی در بحث
زناشویی و باردار شدن